# Atlântida Festival
O Atlântida Festival é um festival de música, criado em 2008 e realizado pela Rede Atlântida, na cidade de Porto Alegre, no estado do Rio Grande do Sul. O Show acontece no Pavilhão de eventos da FIERGS, é o maior festival de música indoor do Sul do Brasil.
No total, são mais de 16 horas de shows.

## 2008
Shows
- Neto Fagundes
- Chimarruts
- Fresno
- Balada do Pretinho
- Pitty
- Charlie Brown Jr
- Cachorro Grande
- Natiruts
- Marcelo D2
- Armandinho
- Comunidade Nin-Jitsu
- Fat Duo

## 2009
- Claus e Vanessa
- Strike
- Nx Zero
- Charlie Brown Jr.
- Capital Inicial
- Fresno
- Armandinho

## 2010
Bandas do Atlântida Festival de 2010:
- Hori
- Strike
- Nx Zero
- Fresno
- Detonautas
- Armandinho
- Charlie Brown Jr.
- Neto Fagundes
- Doyoulike?
- Raimundos

## 2011
- Banda Nego Joe & Sevenlox
- Tópaz
- Papas da Língua
- Marcelo D2
- Natiruts
- Fresno
- Charlie Brown Jr.
- Comunidade Nin-Jitsu
- Chimarruts
- Gloria

## 2012
Não teve festival neste ano.

## 2013
Bandas do Atlântida Festival de 2013:
- Pollo
- Fresno
- Strike
- Nx Zero
- Ultramen
- Marcelo D2
- Naldo Benny
- Armandinho